# Transcendentalia
Transcendentalia (rzadziej w liczbie pojedynczej jako transcendentale) – ujęcia bytu wyprzedzające jego ujęcia kategorialne, w odróżnieniu od uniwersaliów odnoszące się do każdego bytu ze względu na to, że byt ten istnieje, nie ze względu na jego jakościową charakterystykę. Najczęstszym takim ujęciem jest sam byt (ens), inne to np. przedmiot (res), jedność (unum), substancja (aliquid). Za transcendentalia uznaje się też prawdę (verum), dobro (bonum) i piękno (pulchrum), w myśl panującego w klasycznej metafizyce chrześcijańskiej poglądu, że każdy byt jest niesprzeczny, poznawalny i umiejscowiony w strukturze rzeczywistości. Uznanie prawdy, dobra i piękna za transcendentalia ma źródło w chrześcijańskiej koncepcji  rzeczywistości jako dzieła Boga. Koncepcję transcendentaliów rozwinął w pełni Tomasz z Akwinu.
Z każdego z transcendentaliów wyprowadza się nową zasadę metafizyczną. Zasady te to:
- res - zasada tożsamości;
- unum - zasada niesprzeczności;
- aliquid - zasada wyłączonego środka;
- verum - zasada racji bytu;
- bonum - zasada celowości;
- pulchrum - zasada integralności.